# مارسلو وردیانو
مارسلو وردیانو (به پرتغالی: Marcelo Veridiano) مهاجم اهل برزیل است که در شهر سائوپائولو و در تاریخ ۳۰ ژوئن ۱۹۶۶ به دنیا آمده‌است.
مارسلو وردیانو در تیم‌های فوتبال سائوپائولو سابقهٔ حضور دارد.